# La Vraie-Croix
La Vraie-Croix település Franciaországban, Morbihan megyében. Lakosainak száma 1484 fő (2022. január 1.). La Vraie-Croix Larré, Questembert, Sulniac és Elven községekkel határos.

## Népesség
A település népességének változása:
| Lakosok száma | 666  | 835  | 1068 | 1263 | 1408 | 1437 | 1471 | 1489 | 1473 | 1484 |
|               | 1968 | 1982 | 1990 | 2006 | 2013 | 2015 | 2017 | 2019 | 2020 | 2022 |